# Колонна Престеса
Коло́нна Пре́стеса (порт. Coluna Prestes), также колонна Косты-Престеса (порт. Coluna Costa-Prestes) — бразильское вооружённое партизанское формирование, созданное членами военно-политического движения тенентистов, которое в 1925—1927 годы вела борьбу против олигархической диктатуры за демократические свободы.

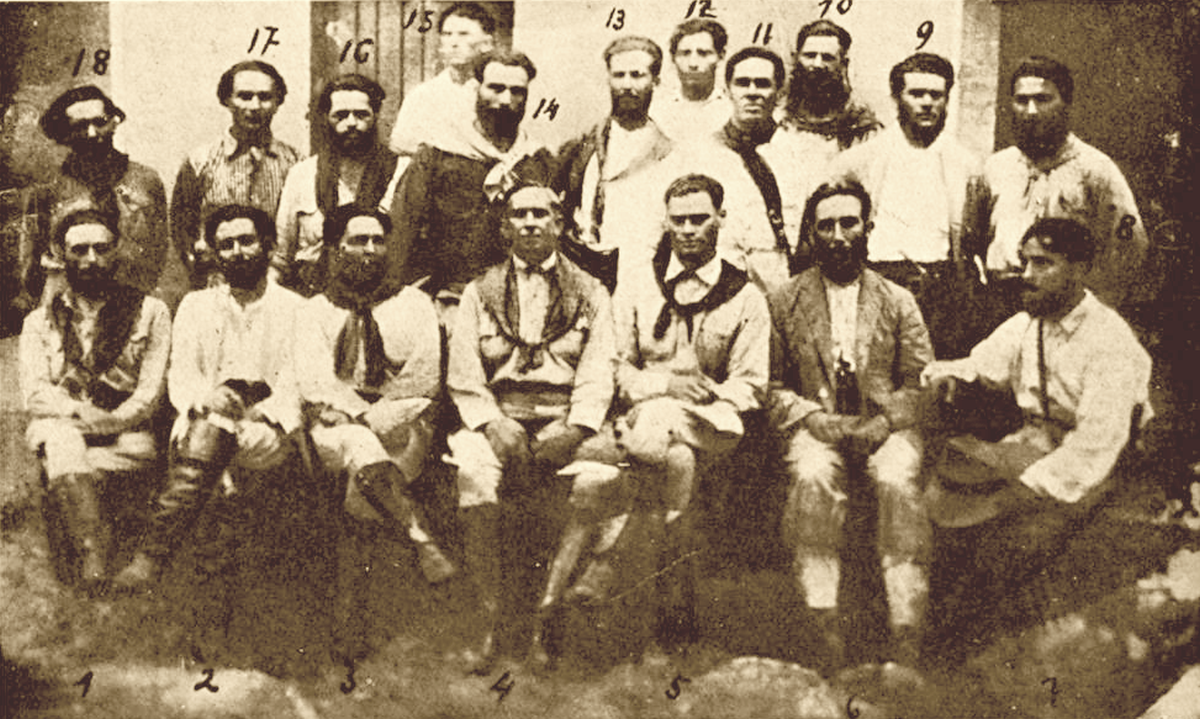
Командиры колонны

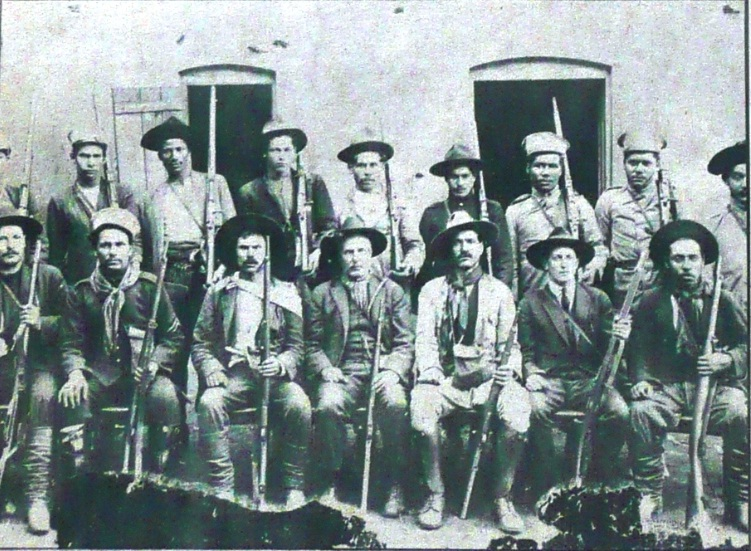
Наёмники из Ижуи

Отряд получил название в честь его руководителей: Мигела Косты и Луиса Карлоса Престеса.
Боевое ядро колонны составили младшие офицеры и солдаты, кроме них в её составе сражались рабочие, крестьяне и представители мелкой буржуазии. Применяя тактику партизанской манёвренной войны, колонна Престеса прошла более 25 тысяч км по 14 штатам Бразилии, выдержав 53 боя с правительственными войсками, за что получила прозвище «непобедимой колонны». Помимо правительственных войск, против колонны выступали полицейские подразделения отдельных федеральных штатов, а также имели место столкновения с отрядами наемников, которых правительство привлекло на свою сторону обещаниями амнистии. 

## Предыстория
После поражения восстания в Сан-Паулу, произошедшего в июле 1924 года, в октябре того же года тенентисты начали восстание на юге страны, в штате Риу-Гранди-ду-Сул. Наиболее значительными были выступления железнодорожного батальона в Санту-Анжелу, во главе которого встал капитан Луис Престес, гарнизонов города Сан-Боржа под руководством героя восстания 1922 года Антониу ди Сикейры Кампуса, а также бунт в Уругуаяне, который возглавил активный участник восстаний в Рио-де-Жанейро и Сан-Паулу Жуарис Тавора. В обращении к населению Санту-Анжелу Престес заявил о необходимости создания нового правительства, способного уважать волю народа, введения всеобщего тайного голосования, соблюдения законности, борьбы с коррупцией и расхищением народного достояния.
Однако уже в ноябре положение восставших сильно ухудшилось: правительственные войска постепенно замыкали вокруг них кольцо окружения. В конце декабря отряд Престеса прорвал окружение и отправился на север страны, чтобы присоединиться к остаткам повстанцев Изидору Лописа.

## Создание колонны
В апреле 1925 года, преодолев в пути огромные трудности и выдержав ряд боев с правительственными частями, повстанческий отряд Престеса подоспел на помощь продолжавшим сопротивляться частям генерала Лопеса. В городе Фос-ду-Игуасу было проведено совещание руководителей двух отрядов, на котором обсуждался вопрос о дальнейшей борьбе. Капитан Престес выдвинул смелое предложение: начать партизанскую войну на территории Бразилии, который считал, что «война для революционеров должна быть войной маневренной». Его предложение было поддержано, и два повстанческих отряда объединились в боевую дивизию, во главе которой встал генерал Мигел Коста. Луис Престес, произведённый в полковники, был назначен начальником штаба дивизии и вскоре стал военным и политическим руководителем колонны. Заместителем Престеса стал подполковник Тавора. Колонна была разделена на четыре отряда, которыми руководили Освалду Кордейру ди Фариас, Жуан Алберту Линс ди Баррус, Антониу ди Сикейра Кампус и Жалма Дутра. Интересно, что одним из подчинённых Престеса был Филинто Мюллер — будущий начальник полиции Рио-де-Жанейро при режиме Жетулиу Варгаса, политик ультраправых взглядов и непримиримый враг Луиса Карлоса Престеса (уже тогда Престес с недоверием относился к Мюллеру). Общая численность дивизии составила 1500 человек, из них около 300 были гражданскими.

## Поход «непобедимой колонны»
В конце апреля колонна Престеса была прижата правительственными войсками к пограничной реке Паране, из-за чего повстанцам пришлось переправиться через реку на территорию соседнего Парагвая. Пройдя по ней небольшой отрезок пути, восставшие снова вступили на территорию Бразилии. 
Дойдя до центральной части страны, повстанцы с боем взяли Гояс, столицу одноимённого штата, после чего продолжили поход на север. К концу 1925 года колонна вступила в северный штат Мараньян. Пройдя рейдом через северные штаты страны (Мараньян, Пиауи, Сеара, Риу-Гранди-ду-Норти), колонна повернула на юг и двинулась в поход на столицу. Выдержав бои на территории штатов Параиба и Пернамбуку, восставшие вторглись в штат Баия. 

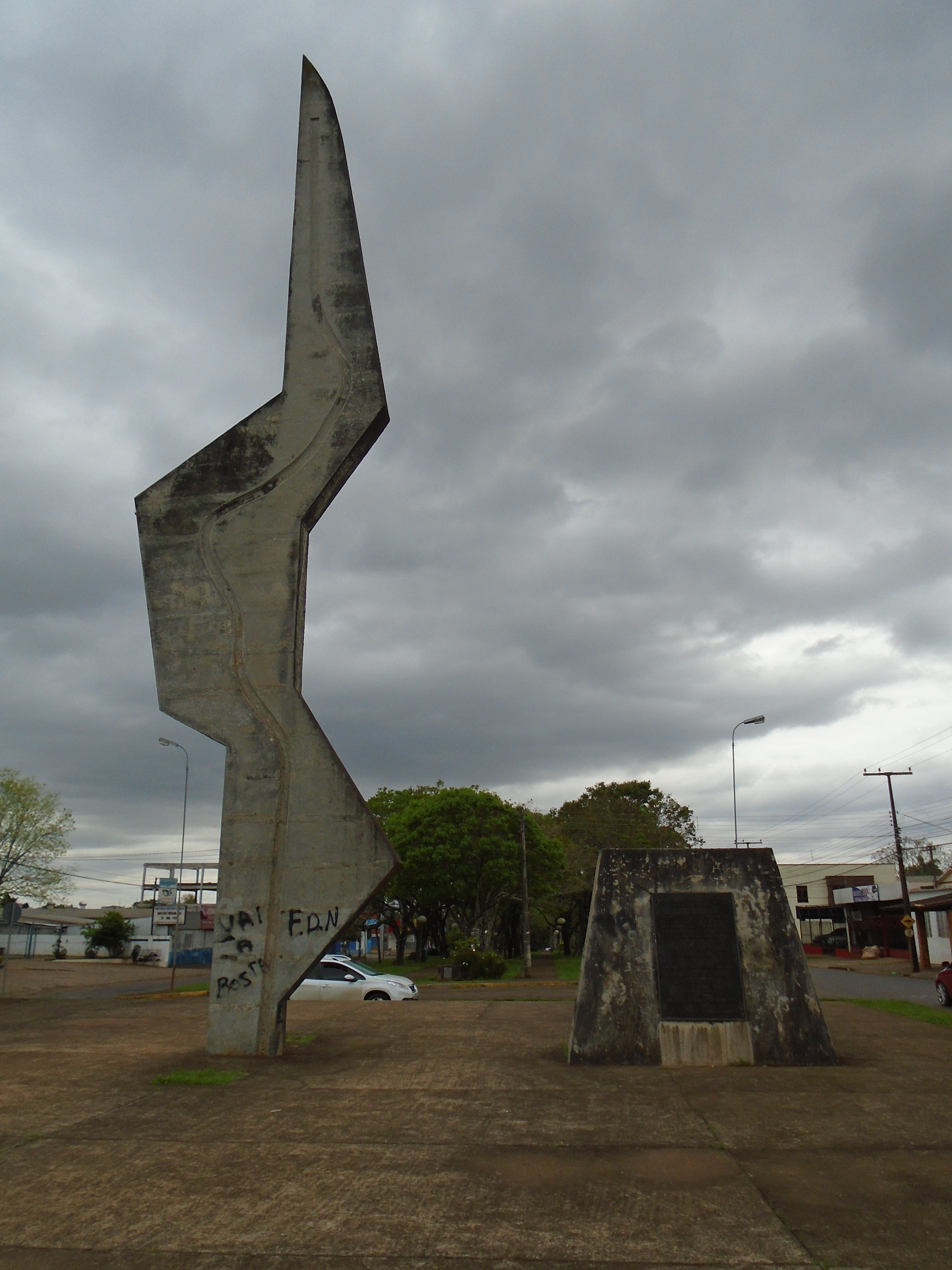
Памятник Колонне Престеса

В апреле 1926 года, преследуемая правительственными частями, колонна вошла на территорию штата Минас-Жерайс. Правительственные войска сконцентрировали значительные силы у реки Сан-Франсиску, полагая, что повстанцы захотят форсировать её. Так, восставшие оказались между двумя вражескими колоннами. Однако повстанцам удалось дезориентировать неприятеля: сделав большую петлю, они вновь вступили в Баию, после чего направились в Пернамбуку.
К концу года, переправившись на западный берег реки Токантинс, изрядно поредевшая колонна Престеса, укрылась в штате Гояс. 3 февраля 1927 года под натиском правительственных войск остатки колонны перешли границу с Боливией и были интернированы боливийскими властями. Так завершился поход колонны Престеса.

## Причины поражения
Основная цель похода колонны Престеса — поднять население на революционную борьбу против олигархической диктатуры — не была выполнена. Несмотря на то, что слухи о «непобедимой колонне» будоражили население, её рейды не привели к широкому восстанию. Главная причина поражения восставших заключалась в том, что руководство колонны не осознало необходимость выдвижения конкретных социальных лозунгов для вовлечения в борьбу широких масс. К тому же маневренный характер военных действий не позволял повстанцам установить устойчивые связи с населением. Отрицательно на ход борьбы повлияла и пестрота социального состава колонны.